# ギルド (貸金業)
株式会社ギルドは、日本のみなし貸金業者。消費者金融業者を営んでいた。
旧社名ハッピークレジット株式会社（独立企業時代からアイフル傘下時代）、トライト株式会社（アイフルの子会社3社と合併後）、株式会社ヴァラモス（ネオラインホールディングス傘下時代）。

## 概要
2004年（平成16年）4月にアイフルの完全子会社だったハッピークレジット株式会社、株式会社信和（屋号はスマイル）、山陽信販株式会社の3社がハッピークレジットを存続会社として合併し、トライト株式会社として設立した。
101店舗（有人店舗49店/無人店舗52店）を有し、構成3社の地盤だった関西・中部・中国地方を営業エリアとしていた。
「ファイト! ファイト! トライト!」のキャッチコピーを用いて広告活動を行っていた。
3つの前身企業のうち山陽信販は消費者金融のほかクレジットカード事業と割賦販売事業も営んでいたが、3社合併にあたって後者の2つの事業は同じくアイフルの子会社であるライフが引き継いでいる。
2007年（平成19年）12月に貸付けを停止し、その後貸金業を廃業した。
親会社のアイフルの経営悪化により、2009年（平成21年）9月、ネオラインキャピタルに売却された。
同年11月に、社名を株式会社ヴァラモスに変更した。
その後、2012年（平成24年）1月にネオラインホールディングス（現在はJTインベストメントに改称の上解散）はヴァラモスの全株式を第三者に譲渡し、ネオライングループとは資本関係がなくなった。
2012年（平成24年）2月、社名を株式会社ギルドに変更し、本店を大阪市に移転した
。

## 時効債権の取立てに関する問題
ネオライングループ時代より時効期間が経過した債権を貸金請求訴訟を起訴することが問題視されている。
また、訪問による回収も行っており、予め少額を支払わせることにより消滅時効の援用を封じ債権に加え多額の延滞金を請求する行為を行っており、裁判となるケースもある。。

## 沿革
- 1976年（昭和51年）4月14日 信和設立。[2]
- 1982年（昭和57年）4月28日 ハッピークレジット設立。[2]
- 1988年（昭和63年）1月26日 山陽信販設立。[2]
- 2000年（平成12年）6月     ハッピークレジット、信和をアイフルが子会社化。[8]
- 2001年（平成13年）6月     山陽信販をアイフルが子会社化。[8]
- 2004年（平成16年）4月1日  ハッピークレジットを存続会社として信和、山陽信販の2社を吸収合併。社名をトライトに改める。[2]
- 2007年（平成19年）1月20日  親会社のアイフルが、トライトを含む子会社4社の全営業店舗の廃店を盛り込んだ合理化策を発表。この段階ではアイフル本体への経営統合も検討されていた。[9]
- 2007年（平成19年）8月6日  アイフル本体への経営統合見送りが発表される。[10]
- 2007年（平成19年）12月    すべての貸付業務を停止。[3]
- 2009年（平成21年）3月     貸金業を廃業。[3]
- 2009年（平成21年）9月30日 アイフルが、保有する全株式をネオラインキャピタルに譲渡する。[3]
- 2009年（平成21年）11月    社名をヴァラモスに変更。
- 2012年（平成24年）1月31日 ネオラインホールディングスが、保有する全株式を第三者(詳細不明)に譲渡。[4]
- 2012年（平成24年）2月     社名をギルドに変更、本社を大阪市に移転。